# فيكسينيدازول
فيكسينيدازول (بالإنجليزية: Fexinidazole)‏ هو دواء يستخدم لعلاج داء المثقبيات الأفريقي (مرض النوم) الذي يسببه مثقبية بروسية . 

## الاستخدام الطبي

### مرض النوم
وجدت تجربة في أفريقيا أن فيكسينيدازول فعال بنسبة 91٪ في علاج مرض النوم.   على الرغم من أنه أقل فعالية من نيفورتيموكس مع الإفلورنيثين في حالة المرض الشديد، إلا أن فيكسينيدازول له فائدة أنه يمكن تناوله عن طريق الفم. 

### آخر
له نشاط ضد المثقبية الكروزية، والجنين تريتريشوموناس، والتريكوموناس المهبلية، و متحولة حالة للنسج،  والمثقبيات البروسية .  

## آلية العمل
المئيضات النشطة ذات الصلة بيولوجيًا في الجسم الحي هي سلفوكسيد وسلفون.  

## تاريخ
تم اكتشاف فيكسينيدازول من قبل شركة الأدوية الألمانية شركة هوكست ، ولكن تم إيقاف تطويره كدواء في الثمانينيات. 

## روابط خارجية
- "فيكسينيدازول". بوابة المعلومات الدوائية. المكتبة الوطنية الأمريكية للطب. مؤرشف من الأصل في 2019-11-12.
- حزمة معلومات